# وضع‌گرایی
وضع‌گرایی(Enactivism) استدلال می‌کند که شناخت از طریق تعامل متقابل پویا بین یک ارگانیسم کنشگر و محیط زیست آن به‌وجود می‌آید. این رویکرد ادعا می‌کند که محیط ما محیطی است که ما از طریق قابلیت‌های خود برای تعامل با جهان، ایجاد می‌کنیم. ارگانیسم‌ها به طور انفعالی از محیط خود اطلاعاتی دریافت نمی‌کنند، که بعداً اطلاعات را به بازنمایی‌های داخلی تبدیل کنند. سامانه‌های شناختی طبیعی … در تولید معنی شرکت می‌کنند … درگیر تعاملات تحول‌گرا هستند و صرفاً تعاملات اطلاعاتی ندارند: آنها دنیایی را وضع (Encact) می‌کنند. نویسندگان این حوزه نشان می‌دهند که تأکید روزافزون بر اصطلاحات وضع‌کنندگی (enactive)، عصر جدیدی را در تفکر در مورد علم شناختی به همراه دارد. چگونگی ارتباط کنش‌های مربوط به وضع‌کردن با سؤالات قدیمی پیرامون اراده آزاد، همچنان موضوعی برای بحث فعال است.